# Kaczor Donald
Kaczor Donald (ang. Donald Duck) – bohater filmów animowanych i komiksów stworzony w 1934 przez Walta Disneya.

## Wygląd
Jest to antropomorficzny kaczor. Zwykle nosi niebieski marynarski strój (bluza i beret) z czerwoną muchą (czasem w innym kolorze).

## Historia postaci
Kaczor Donald zadebiutował The Adventures of Mickey Mouse z 1931. Natomiast swój oficjalny pierwszy występ zaliczył w filmie The Wise Little Hen (Mądra kurka) z cyklu Silly Symphonies 9 czerwca 1934. Filmową postać Donalda stworzył animator Dick Lundy. Jest podobna do swojego współczesnego wyglądu – ma takie same kolory, nosi tę samą marynarską koszulę i czapkę – jedynie dziób i stopy pierwowzoru były większe, a postawa bardziej kacza.
Bert Gillett, reżyser filmu The Wise Little Hen, umieścił Donalda u boku Myszki Miki w filmie The Orphan's Benefit (Benefis dla sierot; 11 sierpnia 1934). Donald jest jednym z bohaterów, którzy występują na koncercie dla sierot. Recytuje wiersze, ale niegrzeczne sieroty ciągle mu przeszkadzają, co wywołuje u niego złość.
Kaczor Donald pojawiał się w wielu filmach z Myszką Miki, Minnie, Goofym i Pluto.
Postać Donalda przerobiono w 1937 – została nieco pogrubiona. Zaczął także występować we własnych filmach. Pierwszy z nich to Don Donald (9 stycznia 1937) w reżyserii Bena Sharpsteena; pojawia się w nim po raz pierwszy wątek miłości Donalda do Daisy (tu pod imieniem Donna). Siostrzeńcy Donalda, Hyzio, Dyzio i Zyzio pojawili się rok później (15 kwietnia 1938) w filmie Donald’s Nephews (Siostrzeńcy Donalda) w reżyserii Jacka Kinga.
Podczas II wojny światowej Donald ubierany był w pidżamę o wzorze amerykańskiej flagi, z której zrobione są też zasłony w oknach. Film Der Fuehrer’s Face dostał w 1942 roku Oscara w kategorii „krótkometrażowy film animowany”.
Inne filmy z tego okresu opowiadają o służbie Donalda w Armii USA jako podwładnego sierżanta Pete (Czarny Piotruś). Tytuły z tej serii:
- Donald Gets Drafted – 1 maja 1942

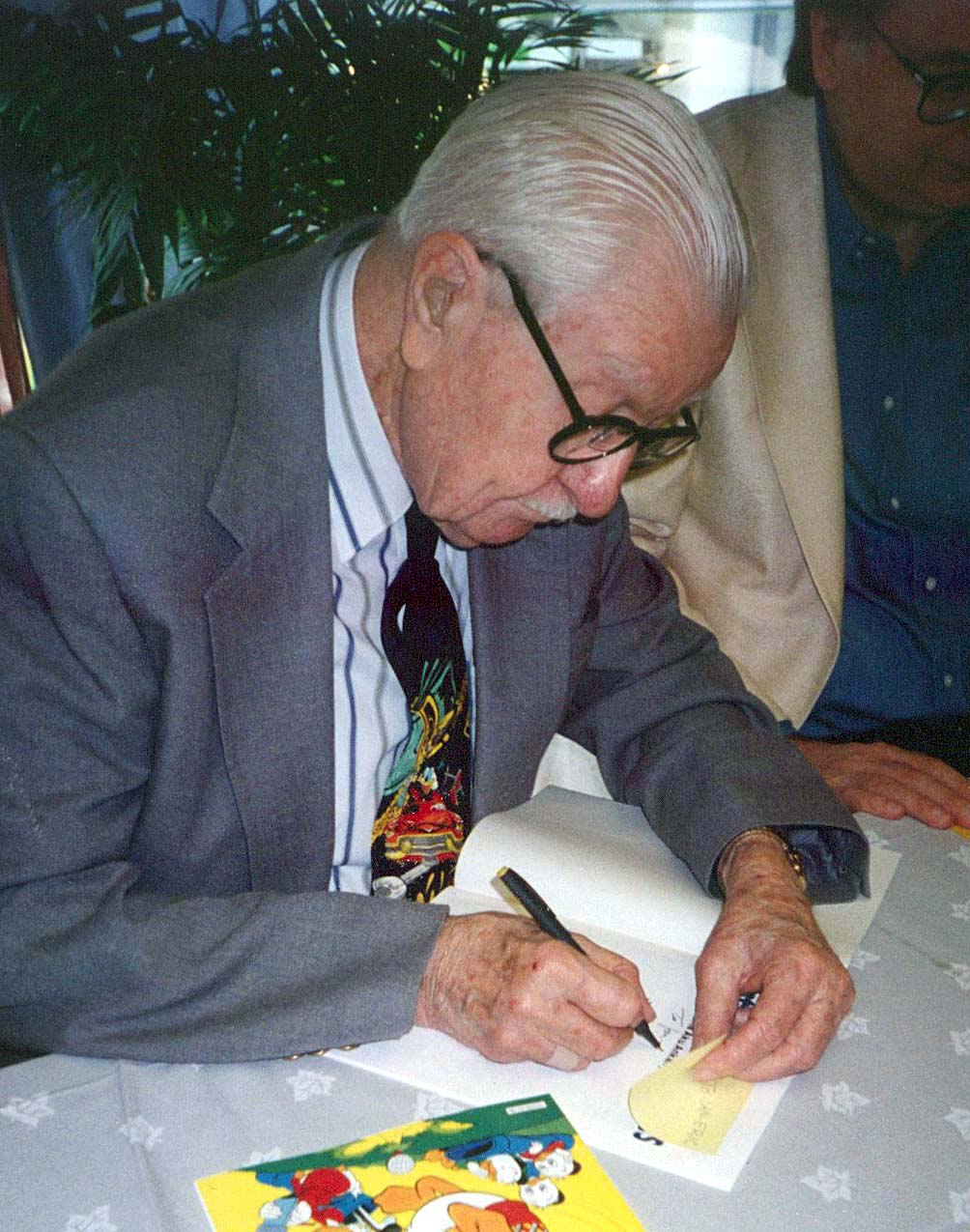
Najsłynniejszy rysownik Kaczora Donalda – Carl Barks.

- The Vanishing Private – 25 września 1942
- Sky Trooper – 6 listopada 1942
- Fall Out Fall In – 23 kwietnia 1943
- The Old Army Game – 5 listopada 1943
- Home Defense – 26 listopada 1943
- Commando Duck – 2 czerwca 1944

Film Donald Gets Drafted pokazuje testy sprawnościowe bohatera przed wstąpieniem do armii. Według nich Donald ma płaskostopie i ślepotę barw – nie rozróżnia koloru niebieskiego i zielonego.
Wiele filmów powstałych po wojnie pokazuje Kaczora Donalda dręczonego przez innych bohaterów. Jest ustawicznie prześladowany przez Chipa i Dale’a – dwie antropomorficzne wiewiórki, lub innych, np. niedźwiedzia czy mrówki. Disneyowscy autorzy wykorzystali m.in. klasyczne scenariusze Waltera Lantza, w których główny bohater sam jest prowodyrem takich zachowań.
Donald występował też w filmach edukacyjnych, np. Donald Duck in Mathmagic Land (Donald w Krainie Matemagii, 1959), w innych produkcjach Disneya, m.in. The Reluctant Dragon (O smoku, który nie chciał walczyć, 1941) oraz w widowisku telewizyjnym Disneyland (1959).
Odnotowuje się, że Kaczor Donald był bohaterem 176 dzieł kinowych.

## Donald z komiksów
Według komiksów stworzonych przez Carla Barksa oraz Dona Rosę, Kaczor Donald urodził się w okolicach roku 1920 (według Rosy) lub około roku 1945, 13 czerwca, w piątek trzynastego (według Barksa) jako syn Hortensji McKwacz oraz Kaczora Kwaczymona. Według innej wersji Donald urodził się 16 września 1934 – wtedy po raz pierwszy Donald pojawił się na ekranach kin. Mieszka w Kaczogrodzie. W wieku ok. 30 lat przyjął do siebie trzech siostrzeńców o imionach Hyzio, Dyzio i Zyzio.
Donalda zawsze prześladuje pech, przez co nigdy nie może znaleźć pracy – przyczyną mógł być również brak talentów. Zwykle bywa zadłużony oraz ścigany przez wierzycieli. Jego samochodem jest „trzystatrzynastka”.
Jednym z rywali Donalda jest, wyśmiewający się z niego sąsiad, J. Jones. Waśnie i wojny sąsiedzkie z nim znane są w całym Kaczogrodzie. Innym rywalem Kaczora Donalda jest jego kuzyn Goguś Kwabotyn, wielki szczęściarz. Jego narzeczoną jest Daisy. W niektórych komiksach włoskich Donald po zapadnięciu zmroku przyjmuje postać zamaskowanego superbohatera (w polskiej wersji o imieniu Superkwęk), który broni mieszkańców Kaczogrodu przed czarnymi charakterami, używając niezwykłych urządzeń autorstwa Diodaka. W innych seriach komiksów jest członkiem tajnych organizacji KAWA (jako A-Te 7), CAP i Agencja (jako Doubleduck).
Donald ma też kuzyna Dziobasa, który jest wielkim fajtłapą i często doprowadza Donalda do furii. Czasami Donald przedstawiany jest również jako właściciel psa, Futrzaka (ang. Bolivar).
Najsłynniejsi twórcy komiksów z Kaczorem Donaldem to:
- Carl Barks
- Don Rosa
- Romano Scarpa
- Vicar
- Marco Rota
- William Van Horn
- Giorgio Cavazzano
- Daan Jippes
- Fecchi

## Osobowość
Kaczor Donald jest bardzo barwną postacią. Głównymi cechami jego charakteru są pozytywne podejście do życia i wybuchowy temperament. Donald jest nadpobudliwy i gwałtowny, łatwo wpada w gniew, nie lubi, gdy coś nie idzie po jego myśli. Często staje się to dla niego źródłem wielu kłopotów. Donald ma też duże problemy z zazdrością, zwłaszcza wtedy gdy zostaje potraktowany niesprawiedliwie. Jest trochę przewrażliwiony na punkcie swojej osoby, nie znosi żadnej krytyki. Ważną cechą jego osobowości jest jednak również niezłomny charakter i upór w dążeniu do celu. Kiedy postanowi sobie, że coś osiągnie, wytrwale do tego dąży, często posuwając się do ekstremalnych rozwiązań. Mimo to często jest uznawany (przynajmniej przez niektóre osoby) za lenia, faktem jest, że zdarzają mu się dni, w których nie chce mu się nic robić. Tak naprawdę jednak większość swoich obowiązków traktuje profesjonalnie, kiedy już w coś się angażuje, oddaje się temu całym sercem i nigdy nie pozostawia zadania niedokończonego. Donald ma również duże skłonności do użalania się nad sobą i tromtadracji. Często wyolbrzymia bądź nawet zupełnie nagina rzeczywistość, by przedstawić siebie w o wiele lepszym świetle, co świadczy również o tym że jest bardzo zakompleksiony. Mimo że zarówno wiele osób z jego otoczenia jak i on sam uważają go za osobę pozbawioną jakichkolwiek umiejętności, w rzeczywistości Donald ma wiele talentów (jest dobrym pilotem, kucharzem, jest pomysłowy, ma bardzo rozwinięte logiczne i ścisłe myślenie, co ujawnia się mu między innymi gdy wciela się w Superkwęka), a powodem jego częstych kłopotów z pracą jest jego brak cierpliwości i wybuchowy temperament. Donaldowi zdarza się wyręczać innymi osobami przy wykonaniu ciężkich prac, ma także skłonność do złośliwych tekstów i robienia głupich żartów, co jest najprawdopodobniej przypadłością z dzieciństwa. W rzeczywistości jednak nigdy nie chce doprowadzić do niczego złego, a kiedy jego poczynania kończą się nieszczęśliwie, zawsze ma do siebie bardzo wielki żal i próbuje naprawić wyrządzone przez siebie zło. Choć na pozór nie znosi wielu osób, w głębi serca nikomu nie życzy źle. Największą miłością darzy jednak siostrzeńców: Hyzia, Dyzia i Zyzia. Mimo że nawet oni często się kłócą, pozostają kochającą się rodziną.

## Donald w telewizji

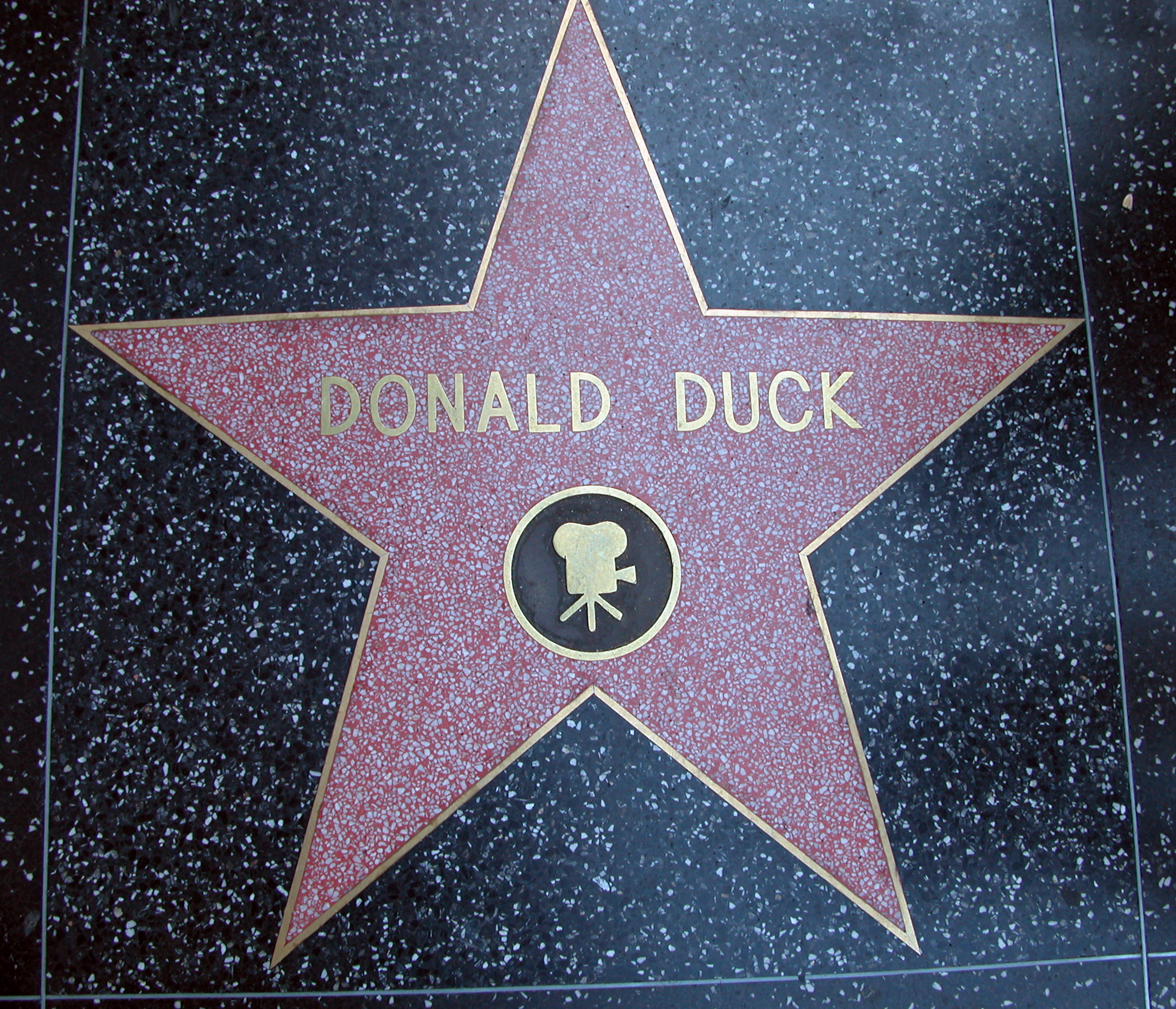
Kaczor Donald na Hollywood Walk of Fame.

Kaczor Donald występuje w licznych krótkich filmach animowanych. W Polsce można go było do tej pory oglądać w seriach:
- Klasyka Disneya
- Kacza paczka
- Przygody Myszki Miki i Kaczora Donalda
- Kaczor Donald przedstawia
- Myszka Miki i przyjaciele
- Cafe Myszka
- Miki i Donald przedstawiają Goofy’ego sportowca
- Kacze opowieści (tylko w pierwszej serii)
- Klub przyjaciół Myszki Miki
- Kacze opowieści
- Produkcje Myszki Miki
- Myszka Miki

## Kaczor Donald współcześnie
Postać Kaczora Donalda pojawia się w filmach archiwalnych i w nowych produkcjach, np. w krótkometrażowym serialu Miki w szortach (2013). W komiksach, szczególnie włoskich, nie ma nawiązania do kreowanej przez Dona Rosę (pierwotnie przez Carla Barksa) tradycji wieku Donalda, czy jego rodziny i znajomych. Donald żyje w latach obecnych, z roku na rok jego wiek w komiksach się nie zmienia.

## Kaczor Donald w Polsce
Kaczor Donald w Polsce występuje najczęściej w komiksach, jednak nie są one polskiego autorstwa. Tłumaczem większości nowych wydań różnych komiksów o Donaldzie jest Jacek Drewnowski. Głos pod postać Kaczora podkłada Jarosław Boberek, wcześniej robił to Mariusz Czajka. Czasami z różnych okazji (np. urodzin Donalda, jubileuszu czasopisma „Kaczor Donald” lub innego) odbywają się zloty fanów Donalda, z wieloma tematycznymi atrakcjami, zwane też „Zlotami Kaczkofanów”.

Poniższa tabelka ukazuje historię publikacji komiksów z Donaldem w Polsce
| Tytuł:                              | Pierwszy numer w roku: | Ostatni numer w roku:  | Częstotliwość ukazywania się: | Numerów wydanych: |
| ----------------------------------- | ---------------------- | ---------------------- | ----------------------------- | ----------------- |
| „Gazetka Miki"                      | 1938                   | 1939                   | tygodnik                      | 22                |
| „Mickey Mouse”                      | 1990                   | 1994                   | miesięcznik / dwutygodnik     | 57                |
| „Donald Duck”                       | 1991                   | 1992                   | miesięcznik                   | 23                |
| „Donald i spółka”                   | 1991                   | 1994                   | miesięcznik                   | 43                |
| „Kaczor Donald i wehikuł czasu”     | 1991                   | 1991                   | ukazały się tylko 2 tomy      | 2                 |
| „Komiks Gigant”                     | 1992                   | 2000                   | miesięcznik                   | 52                |
| „Kaczor Donald”                     | 1994                   | ukazuje się do dzisiaj | miesięcznik                   | 1036              |
| „Kaczor Donald - Wydanie Specjalne” | 2000                   | 2005                   | nieregularna                  | 9                 |
| „Komiksowo”                         | 2000                   | 2004                   | tygodnik                      | 227               |
| „Komiksy z Kaczogrodu”              | 2001                   | 2011                   | nieregularna                  | 7                 |
| „Gigant Poleca”                     | 2001                   | ukazuje się do dzisiaj | dwumiesięcznik                | 246               |
| „Kaczogród”                         | 2004                   | 2009                   | nieregularna                  | 5                 |
| „Gigant Extra”                      | 2005                   | 2005                   | Ukazał się tylko jeden numer  | 1                 |
| „MegaGiga”                          | 2006                   | ukazuje się do dzisiaj | półrocznik                    | 60                |
| „Gigant Mamut”                      | 2009                   | ukazuje się do dzisiaj | półrocznik                    | 38                |